# Сезонное аффективное расстройство
Сезонное аффективное расстройство, САР (англ. seasonal affective disorder, SAD) — одно из аффективных расстройств, частный случай рекуррентного депрессивного расстройства, возникающее эпизодически — вероятно, в результате недостатка солнечного света и увеличения выработки мелатонина в осенне-зимний период. В летний период при достаточном уровне естественной инсоляции симптомы полностью подавляются.
В Диагностическом и статистическом руководстве по психическим расстройствам (англ. Diagnostic and Statistical Manual of Mental Disorders) сезонное аффективное расстройство описано как расстройство настроения, которое является подтипом большого депрессивного расстройства или биполярного расстройства.
В разных странах и широтах с САР сталкиваются от 0,48 % до 16,2 % жителей.

## История
В 1980-х годах недавно переехавший в США из ЮАР психиатр Норман Розенталь (англ. Norman Rosenthal) обратил внимание на снижение работоспособности зимой и осенью в сравнении с летним периодом. Розенталь первым описал и дал название этому заболеванию.
Кроме Розенталя в 1980-х годах работы по наблюдавшимся ими клиническим случаям «зимней депрессии» опубликовали американский психиатр Альфред Леви (англ. Alfred J. Lewy) и психиатр из Осло Андреас Магнуссон (словац. Andreas Magnusson). Они с коллегами наблюдали у своих пациентов вялость, тоску, тревожность, ощущение чувства вины, увеличение продолжительности сна, утрату интересов и другие симптомы.
Леви с коллегами описали симптомы «зимней депрессии» и указали в качестве главной причины их возникновения недостаточный уровень естественной освещённости в осенний и зимний периоды. Магнуссон отметил у своих пациентов зависимость между длиной светового дня и эмоциональным состоянием.
Исследования и эксперименты этих учёных положили начало проблеме изучения сезонного аффективного расстройства, которое позже было включено в перечень заболеваний и согласно Международной классификации болезней является частным случаем рекуррентного депрессивного расстройства. Главной причиной заболевания является сезонное изменение освещённости.
Учеными было предложено несколько подходов к изучению САР.
1. Изменения в выработке гормона мелатонина[8].
2. Значительное повышение реакций кортизола и пролактина на агонист серотонина.[источник не указан 952 дня]
3. Недостаток выработки серотонина.[источник не указан 952 дня]
4. Смещение суточных ритмов освещённости[9].

Главной и наиболее часто рассматриваемой причиной сезонного аффективного расстройства является снижение естественного освещения в осенне-зимний период и в связи с этим увеличение мелатонина. Сезонные изменения длительности тёмного времени суток окружающей среды вызывают изменения продолжительности образования мелатонина и как следствие изменения в поведении и эмоциональном состоянии. Американский психиатр Томас Вер (Thomas A. Wehr) в своей статье подчёркнул регулятивную функцию мелатонина в иммунной системе человека и указывает на то, что эта функция может изменяться и в зависимости от сезона.
В 2022 году в России сезонное депрессивное расстройство не выделяют в отдельный вид депрессивного состояния, вместо этого психиатры пишут в диагнозе «с сезонными колебаниями».

## Симптомы
Для сезонного аффективного расстройства характерны симптомы депрессии, появляющиеся и исчезающие в зависимости от времени года, обычно они появляются в осенне-зимний период и полностью исчезают в весенне-летний.
Симптомы сезонного аффективного расстройства могут отличаться у разных людей. Общими (типичными) симптомами зимнего САР являются:
- изменение аппетита, особенно тяга к сладкому и мучному;
- набор веса;
- усталость;
- повышенная сонливость, увеличение продолжительности сна;
- затруднение концентрации (снижение работоспособности);
- раздражительность и беспокойность;
- повышенная чувствительность к отторжению;
- избегание общества (уменьшение социальных контактов);
- потеря интереса к занятиям, которые ранее приносили радость;
- чувство вины или безысходности;
- головная боль и другие физиологические проблемы.

Для летнего САР характерны:
- потеря аппетита;
- снижение веса;
- раздражительность и беспокойность;
- возбуждение.

Часть из этих признаков (тревога, чувство вины, апатия, вялость) являются классическими депрессивными проявлениями, однако имеют место и неклассические, характерные больше для атипичной депрессии симптомы — увеличение продолжительности сна, тяга к углеводам, переедание, которые также могут свидетельствовать о нарушениях в работе щитовидной железы.

## Дифференциальная диагностика
Согласно DSM-5, помимо симптомов большого депрессивного расстройства, обязательным признаком сезонного аффективного расстройства является зависимость депрессивных эпизодов от времени года, в анамнезе должно быть не менее двух последовательных лет с депрессивными эпизодами в одно и то же время года.
Сезонность может проявляться и в значительной разнице интенсивности депрессивных эпизодов в выделенные сезоны и вне их в течение всей жизни пациента.

## Этиология и патофизиология
Факторами риска, влияющими на вероятность возникновения сезонного аффективного расстройства, являются семейный анамнез, женский пол, жизнь на более северной широте и молодость у взрослых (возраст от 18 до 30 лет). Ещё одним фактором риска является диагностированное биполярное расстроство или депрессия.
Патофизиология этого заболевания неясна, на 2022 год список теоретически возможных причин следующий:
- нарушение циркадного ритма;
- нарушение регуляции сигнального пути меланопсина[англ.] и его влияние на обратный захват серотонина;
- дисфункция гипоталамо-гипофизарно-надпочечниковой оси.

## Лечение
Терапия ярким светом, антидепрессанты и когнитивно-поведенческая терапия (совместно или по отдельности) являются первой линией в лечении сезонного аффективного расстройства.
Светотерапия (фототерапия) обычно проводится ежедневными сеансами с величиной освещённости от 2500 до 10000 люкс продолжительностью от 30 минут до часа в одно и то же время каждый день — такое световое облучение показало эффективность в лечении этого заболевания в большинстве случаев, но возможна и другая схема светотерапии в зависимости от состояния пациента.
У фототерапии могут быть нежелательные эффекты, среди которых усталость, раздражительность, головная боль и напряжение глаз. Если светотерапия проводится в неудачное время, пациент может испытывать проблемы с засыпанием. При назначении фототерапии учитываются биполярное расстройство у пациента, высокая чувствительность его кожи к солнечному свету, непереносимость глазами яркого света и подобные состояния.
Эффективны также изменения в образе жизни — увеличение физической активности и экспозиции на естественном свету (прогулки днём на свежем воздухе, солнечные ванны, расшторенные окна и тому подобные меры).
Если сезонное аффективное расстройство рецидивирует, применяется продолжительное лечение с доказанной эффективностью. Альтернативные же методы, не имеющие доказанного эффекта, применяться не должны. В частности, наилучшие доказательства эффективности имеются для длительного применения антидепрессанта Бупропион, доказательства эффективности есть у светотерапии и других антидепрессантов, а биологически активные добавки с витамином D не эффективны.

### Исследования
Согласно исследованиям австрийского психиатра доктора Зигфрида Каспера (нем. Siegfried F. Kasper), значительного улучшения состояния пациентов с САР можно добиться целенаправленным воздействием на него светом, максимально точно воспроизводящим спектр естественного солнечного света. Доктор Зигфрид Ф. Каспер показал, что антидепрессивный эффект наблюдается у 8 из 10 пациентов с САР в течение первой недели применения терапии светом.
Альфред Леви и Норман Розенталь получили схожие результаты, показав, что симптомы САР могут быть купированы при использовании ярких светильников, воспроизводящих поток 2500 люкс и более, содержащими в себе в том числе ультрафиолет. Заметный результат был получен от наблюдения пациентами яркого света в ранние утренние часы и в раннее вечернее время.

## Заблуждения о сезонном аффективном расстройстве и неэффективные методы лечения
Нехватка витамина D не является причиной сезонного аффективного расстройства, БАДы не помогают при САР, и страдающим им людям нет необходимости принимать препараты витамина D. Нехватка витамина D может быть маркером начинающегося депрессивного эпизода, поскольку человек при этом меньше и реже проводит время на улице, на кожу попадает меньше солнечного света и она меньше синтезирует витамин D.
Психотерапия не имеет доказанной эффективности для предотвращения рецидивов сезонного аффективного расстройства.
Искусственный загар в солярии не нужен при сезонном аффективном расстройстве. В излучаемом лампами солярия свете очень много ультрафиолета, который повреждает глаза и увеличивает риск рака.